# Последний магнат (роман)
«После́дний магна́т» (англ. The Last Tycoon) — незаконченный роман Фрэнсиса Скотта Фицджеральда, написанный в 1940 году, рассказывающий о мире американского кинематографа. Создавался в период работы Фицджеральда штатным сценаристом Голливуда.
Роман не был закончен из-за смерти автора в 1940 году.

## Сюжет
Юная повествовательница истории Сесилия Брейди летит домой, на «фабрику грез», в Голливуд, ведь её отец —  Пат Брейди — известный американский кинопродюсер, и любой кинематографист заинтересуется Сесилией, стоит ей только назвать свою фамилию. Так случилось и в тот раз, в самолёте. Но влиятельный и популярный Брейди был не единственным успешным продюсером в Голливуде: его имя меркло при упоминании настоящего «магната» кинематографа — Монро Стара, центрального персонажа романа. Помимо безудержного обаяния, мистер Стар обладает «чутьем кинематографиста», которое позволяет ему быть первым, единственным и всегда верным своему делу мастером, но, к сожалению, и последним. Его фильмы заранее обречены на успех, из любого проекта он сделает хит проката, казалось бы всё и все в его власти. Но судьба испытывает его — умирает его обожаемая супруга Минна Дэвис, популярная актриса… 
И вот тут он встречает Кэтлин Мур, англичанку, проникшую «зайцем» на киностудию, и как две капли воды похожую на его умершую жену. Но, несмотря на сильные чувства, которые испытывает к ней Монро, Кэтлин выходит замуж за другого.

## Главные герои
- Сесилия Брейди — молодая девушка, влюбленная в Монро Стара, дочь Пата Брейди.
- Монро Стар — мужчина 35 лет, голливудский кинопродюсер.
- Кэтлин Мур — молодая англичанка, недавно приехавшая в Калифорнию.
- Пат Брейди — голливудский кинопродюсер, отец Сесилии Брейди, компаньон Монро Стара.

## Экранизации
В 1976 году вышла американская экранизация этого романа режиссёра Элиа Казана с участием Роберта Де Ниро, Джека Николсона и Ингрид Боултинг. 
В 2012 году роман был экранизирован в Гонконге.
В 2017 году Amazon Video представил телесериал «Последний магнат» по мотивам одноимённого романа. Главные роли исполнили актёры Мэтт Бомер, Келс Грэммер и Лили Коллинз.